# Stanisław Wacławski
Stanisław Wacławski (ur. 1910 w Sieniawie, zm. 10 listopada 1931 w Wilnie) – polski student zabity w trakcie zamieszek ulicznych w Wilnie, w 1931 r.

## Życiorys
Uczył się najpierw w dwuklasowej szkole powszechnej w Sieniawie, następnie w gimnazjum w Sanoku. Po uzyskaniu egzaminu dojrzałości, 11 listopada 1930 roku złożył podanie o przyjęcie na Wydział Teologiczny Uniwersytetu Stefana Batorego (USB) w Wilnie. Jak pisał w podaniu na studia „mając zamiłowanie do stanu duchownego, wstąpiłem do tutejszego Seminarium Duchownego”. Przez rok studiował na tym wydziale jako kleryk. W roku 1931 zmienił zdanie i przepisał się na Wydział Prawa i Nauk Społecznych USB, stając się ponownie studentem pierwszego roku.
W roku 1931 przez uniwersytety polskie przetoczyła się fala wystąpień antysemickich, które bardzo długo omijały Wilno. Ostatecznie jednak 8 listopada 1931 do władz rektorskich USB dotarła wiadomość, że w Wilnie może dojść do prowokacji mającej spowodować zamieszki antysemickie. Mimo podjętych działań prewencyjnych przez rektora i zabezpieczenia ze strony policji, która wzmocniła posterunki na mieście, w godzinach popołudniowych doszło do pierwszych manifestacji i burd. W związku z powyższym rektor wydał komunikat, w którym zagroził zamknięciem uczelni i zarządzeniu ponownych zapisów na uniwersytet. Mimo tego ostrzeżenia oraz opublikowanych we wtorek 10 listopada na łamach wileńskiej prasy licznych apeli organizacji studenckich USB o powstrzymanie się od gwałtownych wystąpień, tego dnia doszło do wielkiej manifestacji studentów związanych ze środowiskami narodowymi, a także do bezpośrednich starć narodowców z Żydami w okolicy uniwersyteckiego prosektorium na ul. Nowogródzkiej.
W tych zamieszkach uczestniczył także Stanisław Wacławski, który został w ich trakcie ugodzony kamieniem w głowę, tracąc momentalnie przytomność. Nieprzytomnego studenta koledzy umieścili w dorożce, którą chcieli udać się na stację pogotowia ratunkowego. W trakcie przejazdu, na skrzyżowaniu ulicy Zawalnej i Trockiej jadący napotkali tłum ludzi, z którego ponownie posypały się kamienie. Jeden z nich ponownie ugodził Wacławskiego w głowę. Kiedy udało się dostarczyć ofiarę zamieszek do szpitala okazało się, że jest on martwy, a śmiertelną była pierwsza rana.
Następnego dnia (środa 11 listopada) nastąpiło uspokojenie i mimo panującego napięcia w mieście do zamieszek tego dnia nie doszło. Następnego dnia (czwartek 12 listopada) miał odbyć się pogrzeb. Mimo nacisków władz miejskich, by kondukt żałobny przeszedł najkrótszą drogą na cmentarz parafialny przy kościele św. Piotra i Pawła na Antokolu, organizacje studenckie wymogły przemarsz reprezentacyjną arterią miasta, ul. Adama Mickiewicza. Kiedy wszyscy dotarli na cmentarz (studenci, członkowie różnych organizacji, władze uczelni) na Antokolu okazało się, że rodzina nie dotrze na czas do Wilna, przedstawiciele Obozu Wielkiej Polski (OWP) wymogli na władzach, aby wstrzymać się z pochówkiem i pozostawić ciało zmarłego na noc w kaplicy cmentarnej, a właściwy pogrzeb przeprowadzić w piątek, kiedy do Wilna dotrze rodzina. W piątek 13 listopada 1931 roku, równie liczny tłum uczestników zebrał się na Antokolu, aby uczestniczyć w pogrzebie. Wszystko odbyło się spokojnie i godnie z udziałem pocztów sztandarowych różnych organizacji. Jednak po zakończeniu uroczystości tłum zaczął wracać do domów i doszło do starć z policją, która zorganizowała blokadę na moście, na rzece Wilence, która była jedyną drogą, aby dostać się szybko do centrum miasta. Zamiast przepuścić wszystkich przez most, jak to zrobiono w wypadku pocztów sztandarowych, policjanci na koniach zaczęli nacierać na tłum, każąc ludziom wycofać się. To spowodowało panikę i zamieszanie, w czasie którego policjanci na koniach rozpędzali ludzi płazując ich szablami, czego wynikiem wiele osób odniosło rany. Były to między innymi rany cięte twarzy, jakich doświadczyły nawet kobiety. Po spacyfikowaniu tłumu, mimo ciągle gorącej atmosfery sytuacja w mieście zaczęła się uspokajać, a w następnych dniach nie doszło już do zamieszek.
Śledztwo w sprawie spowodowania śmierci Wacławskiego postępowało szybko, aresztowano wiele osób, lecz ostatecznie przed sądem stanęła jedna osoba z tłumu Żydów, który obrzucił kamieniami przewożonego rannego, na skrzyżowaniu ul. Trockiej i Zawalnej. Okazał się nim student, także pierwszego roku Wydziału Prawa i Nauk Społecznych USB, na którym studiowała ofiara. W wyniku poszlakowego procesu został on skazany na dwa lata więzienia.
Po śmierci Wacławskiego, środowiska narodowe, a szczególnie OWP, używały jego nazwiska jako swoistego sztandaru podczas kolejnych demonstracji antysemickich, jakie miały miejsce w całym kraju aż do roku 1939. Hasło „Wacławskiego pomścimy” można było jeszcze często zobaczyć na różnych demonstracjach w Polsce. Każdego roku organizacje narodowe wykupywały także w gazetach miejsce na zamieszczenie nekrologów przypominających śmierć studenta z Wilna. Wydano także specjalną pocztówkę z jego wizerunkiem. Echa takiego podejścia do sprawy widać także na mogile zabitego. Na nagrobku Wacławskiego ufundowanym przez Bratnią Pomoc Polskiej Młodzieży Akademickiej USB umieszczono napis:
Ś.P.
STANISŁAW WACŁAWSKI
STUDENT U.S.B.
CZŁONEK O.W.P.
PADŁ W WALCE O WIELKĄ POLSKĘ
UKAMIENIOWANY PRZEZ ŻYDOW
10 XI 1931 R.
Rodzina Wacławskiego nie popierała, a nawet protestowała przeciwko tak instrumentalnemu traktowaniu tragicznej śmierci ich krewnego, ale ich kondycja finansowa nie pozwalała na podjęcie działań mogących zaradzić takiemu stanowi rzeczy.